# جان فلین (بازیکن فوتبال، زاده ۱۹۴۸)
جان فلین (انگلیسی: John Flynn؛ زادهٔ ۲۰ مارس ۱۹۴۸) بازیکن فوتبال اهل بریتانیا است.
از باشگاه‌هایی که در آن بازی کرده‌است می‌توان به باشگاه فوتبال اسپالدینگ یونایتد، باشگاه فوتبال وورکینگتون ای. اف. سی، باشگاه فوتبال روترهام یونایتد، و باشگاه فوتبال شفیلد یونایتد اشاره کرد.